# Peter Karam
Peter Karam (* 5. September 1959 in Beirut) ist ein libanesischer Geistlicher und Kurienbischof des maronitischen Patriarchats von Antiochien.

## Leben
Peter Karam studierte Philosophie an der Université Saint-Joseph in Beirut und ab 1984 am maronitischen Seminar in Washington, D.C. Er erwarb an der Katholischen Universität von Amerika das Lizenziat und empfing am 2. Januar 1988 das Sakrament der Priesterweihe für die Eparchie Saint Maron in Brooklyn, die damals einzige maronitische Eparchie in den Vereinigten Staaten. Nach der Errichtung der Eparchie Our Lady of Lebanon in Los Angeles im Jahr 1994 wurde er in deren Klerus inkardiniert.
Nach der Priesterweihe war er zunächst in der Pfarrseelsorge tätig und studierte an der Ludwig-Maximilians-Universität München. Nach Angaben des Presseamtes des Heiligen Stuhls sowie des Mitteilungsblattes der Maronitischen Kirche schloss er das Studium mit einem Doktorat in Philosophie ab. Seine Dissertation ist allerdings in keiner Bibliothek nachweisbar. Nach der Rückkehr in die Vereinigten Staaten war er erneut in der Pfarrseelsorge tätig. Daneben war er Verantwortlicher für den Schutz Minderjähriger und die Priesterfortbildung. Er gehörte dem Konsultorenkollegium an und war Synkellos für den Klerus.
Am 15. Juni 2019 bestätigte Papst Franziskus seine Wahl zum Kurienbischof durch die maronitische Synode und ernannte ihn zum Titularbischof von Arca in Phoenicia dei Maroniti. Der maronitische Patriarch von Antiochien, Béchara Pierre Kardinal Raï OMM, spendete ihm und dem mit ihm ernannten Kurienbischof Antoine Aukar am 31. Juli desselben Jahres die Bischofsweihe. Mitkonsekrator war der Bischof von Los Angeles, Abdallah Elias Zaidan ML. Am 30. September 2022 berief ihn Papst Franziskus zudem zum Mitglied der Päpstlichen Kommission für den Schutz von Minderjährigen. Papst Franziskus bestellte ihn am 9. November 2022 außerdem zum Apostolischen Administrator sede plena der Eparchie Notre-Dame du Liban de Paris. Nach der Annahme des Rücktrittsgesuchs von Nasser Gemayel am 29. Mai 2024 wurde Karam Apostolischer Administrator sede vacante et ad nutum Sanctae Sedis der Eparchie Notre-Dame du Liban de Paris.